# Герб Гайнского муниципального округа
Герб Гайнского муниципального округа — официальный символ Гайнского муниципального округа Пермского края Российской Федерации.
Ныне действующий герб Гайнского района утверждён решением Земского Собрания Гайнского муниципального района от 26 сентября 2007 года № 175 «Об утверждении Положения о гербе МО „Гайнский муниципальный район“» и внесён в Государственный геральдический регистр Российской Федерации с присвоением регистрационного № 3915.

## Геральдическое описание герба
В серебряном поле синяя (лазоревая) волнистая левая перевязь. Над ней сидящая красная белка вправо. Под ней зеленая сосна с красным стволом. Щит увенчан золотой территориальной короной о пяти зубцах.

## Символика
- историческое наименование посёлка Гайны связано с названием места обитания (проживания) белки — гайно;
- синяя перевязь символизирует реку Каму, протекающую через всю территорию района, по берегам которой селились первые жители края;
- сосна символизирует лесные богатства района, основу которых составляют сосновые леса.

## История
Решением исполкома Гайнского района от 19 ноября 1979 года № 204 был утверждён герб посёлка Гайны, автором которого был А. И. Верещагин. Описание герба: «Щит герба дважды скошенный справа с диагональной голубой полосой. В верхней части на зеленом поле изображение белки и дата — 1579. В нижней части на красном поле изображение шестерни и ёлки».